# Dyson-Gleichung
Die Dyson-Gleichungen sind von Freeman Dyson gefundene Zusammenhänge zwischen verschiedenen S-Matrix-Elementen bzw. Greenfunktionen einer Quantenfeldtheorie. Zwar wurden die Gleichungen von Dyson nur für Zwei-Punkt- und Drei-Punkt-Funktionen in der Quantenelektrodynamik durch Aufsummieren unendlich vieler Feynman-Diagramme gefunden, doch gelten diese Integralgleichungen allgemein in Quantenfeldtheorien und werden auch für allgemeine n-Punkt-Funktionen verwendet.
Sie stellen die vollen (dressed) renormierten Green-Funktionen dar durch einen wechselwirkungsfreien Anteil, die sogenannten nackten (bare) Green-Funktionen, und einen wechselwirkungsbehafteten Teil, der alle möglichen Wechselwirkungen der beteiligten Felder beinhaltet.
Die originalen Dyson-Gleichungen lauten:
- für den Elektron-Propagator: {\displaystyle S=S_{0}+S_{0}\Sigma S}
- für den Photon-Propagator:   {\displaystyle D^{\mu \nu }=D_{0}^{\mu \nu }+D_{0}^{\mu \alpha }\Pi _{\alpha \beta }D^{\beta \nu }}
- für den Elektron-Photon-Vertex: {\displaystyle \Gamma _{\mu }=\gamma _{\mu }+\Lambda _{\mu }}

wobei
- die tiefgestellte 0 jeweils die wechselwirkungsfreien Terme kennzeichnet und
- die großen griechischen Buchstaben jeweils die irreduzible Green-Funktion für das Ein-Teilchen-System darstellen, also
  - {\displaystyle \Sigma } die Elektron-Selbstenergie
  - {\displaystyle \Pi _{\alpha \beta }} die Photon-Vakuumpolarisation.

Die ersten zwei Gleichungen sind Einteilchenfälle (n=1) der allgemeinen Form für n Teilchen, die heute oft als die Dyson-Gleichung bezeichnet wird:
{\displaystyle G^{n}=G_{0}^{n}+G_{0}^{n}K^{n}G^{n}}
mit
- der vollen Green-Funktion {\displaystyle G^{n}}
- der Green-Funktion {\displaystyle G_{0}^{n}} für n wechselwirkungsfreie Teilchen
- den irreduziblen Wechselwirkungen {\displaystyle K^{n}}.

Die Dyson-Gleichung, auch in Form der Dyson-Schwinger-Gleichungen, wird heute in vielen Bereichen der theoretischen Physik eingesetzt.